# Callerebia kusnezowi
Callerebia kusnezowi är en fjärilsart som beskrevs av Andrej Nikolajewitsch Avinoff 1910. Callerebia kusnezowi ingår i släktet Callerebia och familjen praktfjärilar. Inga underarter finns listade i Catalogue of Life.